# Persea carolinensis
Persea carolinensis là loài thực vật có hoa trong họ Nguyệt quế. Loài này được (Raf.) Nees miêu tả khoa học đầu tiên năm 1836.